# Wiscon

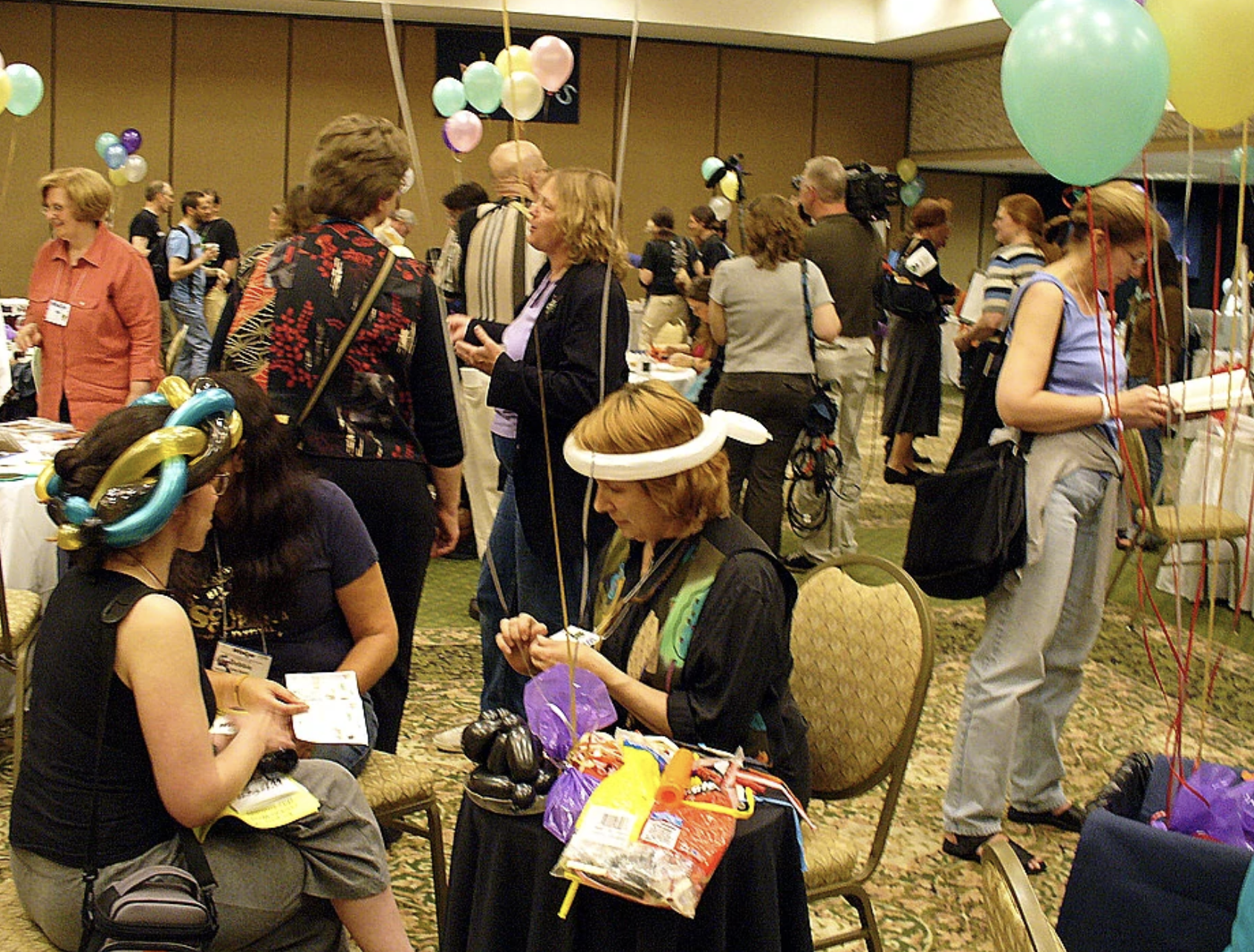
Rassemblement durant la Wiscon 30

WisCon ou Wiscon, est une convention de science-fiction du Wisconsin, la plus ancienne et souvent considérée comme la principale convention de science-fiction féministe au monde. Elle a lieu pour la première fois à Madison, Wisconsin en février 1977.
La convention a lieu chaque année en mai, pendant le week-end de quatre jours du Memorial Day. Elle est parrainée par la Society for the Furtherance and Study of Fantasy and Science Fiction, ou (SF)³, WisCon rassemble des fans, des écrivaines, des éditrices, des universitaires et des artistes pour discuter de science-fiction et de fantasy, en mettant l'accent sur les questions de féminisme, de genre, de race et de classe.

## Historique
La première Wisco a lieu pour la première fois à Madison, Wisconsin en février 1977, lorsqu'un qu'un groupe de fans assistant à la 34e World Science Fiction Convention (en) de 1976 à Kansas City décide d'organiser une convention comme la WorldCon mais avec le féminisme comme thème dominant. Janine Bogstad et Jeanne Gomoll en sont les principales organisatrices.
La convention a lieu chaque année en mai, pendant le week-end de quatre jours du Memorial Day. Parrainé par la Society for the Furtherance and Study of Fantasy and Science Fiction, ou (SF)³, WisCon rassemble des fans, des écrivaines, des éditrices, des universitaires et des artistes pour discuter de science-fiction et de fantasy, en mettant l'accent sur les questions de féminisme, de genre, de race et de classe.

## Invitées d'honneur
Depuis sa création, WisCon invite chaque année une ou plusieurs invitées d'honneur à assister à la convention, afin de guider et participer à la programmation et de prononcer un discours lors d'une cérémonie en leur honneur. WisCon 30 (du 26 au 29 mai 2006) était l'anniversaire de Wiscon, et 39 invitées d'honneur précédentes étaient présentes. Pour WisCon 40, la convention a invité une troisième invitée d'honneur, Nalo Hopkinson, qui était auparavant invitée d'honneur à WisCon 26. Un événement virtuel a eu lieu le week-end du Memorial Day en 2020 au WisCon XLIV. Les Invitées d'honneur étaient :
| WisCon # | Year                  | Guests of Honor                                                                                                  |
| 1        | 11 au 13 février 1977 | Katherine MacLean, Amanda Bankier                                                                                |
| 2        | 17 au 19 février 1978 | Vonda N. McIntyre, Susan Wood                                                                                    |
| 3        | 2 au 4 février 1979   | Suzy McKee Charnas, John Varley, Gina Clarke                                                                     |
| 4        | 7 au 9 mars 1980      | Joan D. Vinge, Octavia Butler, David Hartwell, Beverly DeWeese                                                   |
| 5        | 6 au 8 mars 1981      | Chelsea Quinn Yarbro, Don & Elsie Wollheim, Buck & Juanita Coulson, Catherine McClenahan, Steven Vincent Johnson |
| 6        | 5 au 7 mars 1982      | Terry Carr, Suzette Haden Elgin                                                                                  |
| 7        | 4 au 7 mars 1983      | Marta Randall, Lee Killough (en)                                                                                 |
| 8        | 24 au 26 février 1984 | Elizabeth A. Lynn, Jessica Amanda Salmonson (en)                                                                 |
| 9        | 22 au 24 février 1985 | Lisa Tuttle, Alicia Austin (en)                                                                                  |
| 10       | 21 au 23 février 1986 | Chelsea Quinn Yarbro, Suzette Haden Elgin                                                                        |
| 11       | 20 au 22 février 1987 | Connie Willis, Samuel R. Delany, Avedon Carol (en)                                                               |
| 12       | 19 au 21 février 1988 | R. A. MacAvoy, George R. R. Martin, Stu Shiffman                                                                 |
| 13       | 17 au 19 février 1989 | Gardner Dozois, Pat Cadigan                                                                                      |
| 14       | 9 au 11 mars 1990     | Iain M. Banks, Emma Bull                                                                                         |
| 15       | 1 au 3 mars 1991      | Pat Murphy, Pamela Sargent                                                                                       |
| 16       | 6 au 7 mars 1992      | Howard Waldrop, Trina Robbins                                                                                    |
| 17       | 5 au 7 mars 1993      | Kristine Kathryn Rusch, Lois McMaster Bujold                                                                     |
| 18       | 4 au 6 mars 1994      | Karen Joy Fowler, Melinda Snodgrass, James Frenkel (en)                                                          |
| 19       | 26 au 29 mai 1995     | Barbara Hambly, Sharyn McCrumb, Nicola Griffith                                                                  |
| 20       | 24 au 27 mai 1996     | Ursula K. Le Guin, Judith Merril                                                                                 |
| 21       | 23 au 26 mai 1997     | Melissa Scott, Susanna Sturgis                                                                                   |
| 22       | 22 au 25 1998         | Sheri S. Tepper, Delia Sherman, Ellen Kushner                                                                    |
| 23       | 28 au 31 mai 1999     | Terri Windling, Mary Doria Russell                                                                               |
| 24       | 26 au 29 mai 2000     | Charles de Lint, Jeanne Gomoll                                                                                   |
| 25       | 25 au 28 mai 2001     | Nancy Kress, Elisabeth Vonarburg                                                                                 |
| 26       | 24 au 27 mai 2002     | Nalo Hopkinson, Nina Kiriki Hoffman                                                                              |
| 27       | 23 au 26 mai 2003     | Carol Emshwiller, China Miéville                                                                                 |
| 28       | 28 au 31 mai 2004     | Patricia McKillip, Eleanor Arnason                                                                               |
| 29       | 27 au 30 mai 2005     | Gwyneth Jones, Robin McKinley                                                                                    |
| 30       | 26 au 29 mai 2006     | Kate Wilhelm, Jane Yolen                                                                                         |
| 31       | 25 au 28 mai 2007     | Kelly Link, Laurie Marks (en)                                                                                    |
| 32       | 23 au 26 mai 2008     | L. Timmel Duchamp, Maureen McHugh                                                                                |
| 33       | 22 au 25 mai 2009     | Ellen Klages (en), Geoff Ryman                                                                                   |
| 34       | 28 au 31 mai 2010     | Mary Anne Mohanraj, Nnedi Okorafor                                                                               |
| 35       | 26 au 30 mai 2011     | Nisi Shawl |
| 36       | 25 au 28 mai 2012     | Andrea Hairston (en) Debbie Notkin                                                                               |
| 37       | 24 au 27 mai 2013     | Joan Slonczewski, Jo Walton                                                                                      |
| 38       | 23 au 26 mai 2014     | Hiromi Goto, N. K. Jemisin                                                                                       |
| 39       | 22 au 25 mai 2015     | Alaya Dawn Johnson, Kim Stanley Robinson                                                                         |
| 40       | 27 au 30 mai 2016     | Justine Larbalestier, Sofia Samatar, Nalo Hopkinson                                                              |
| 41       | 26 au 29 mai 2017     | Amal El-Mohtar, Kelly Sue DeConnick                                                                              |
| 42       | 25 au 28 mai 2018     | Saladin Ahmed, Tananarive Due                                                                                    |
| 43       | 24 au 27 mai 2019     | G. Willow Wilson, Charlie Jane Anders                                                                            |
| 44       | 22 au 25 mai 2020     | Rebecca Roanhorse                                                                                                |
| 45       | 28 au 31 mai 2021     | Zen Cho (en), Yoon Ha Lee, Rebecca Roanhorse, Sheree Renée Thomas                                                |
| 46       | 26 au 29 mai 2023     | Rivers Solomon, Martha Wells                                                                                     |

## Organisations et récompenses dérivées

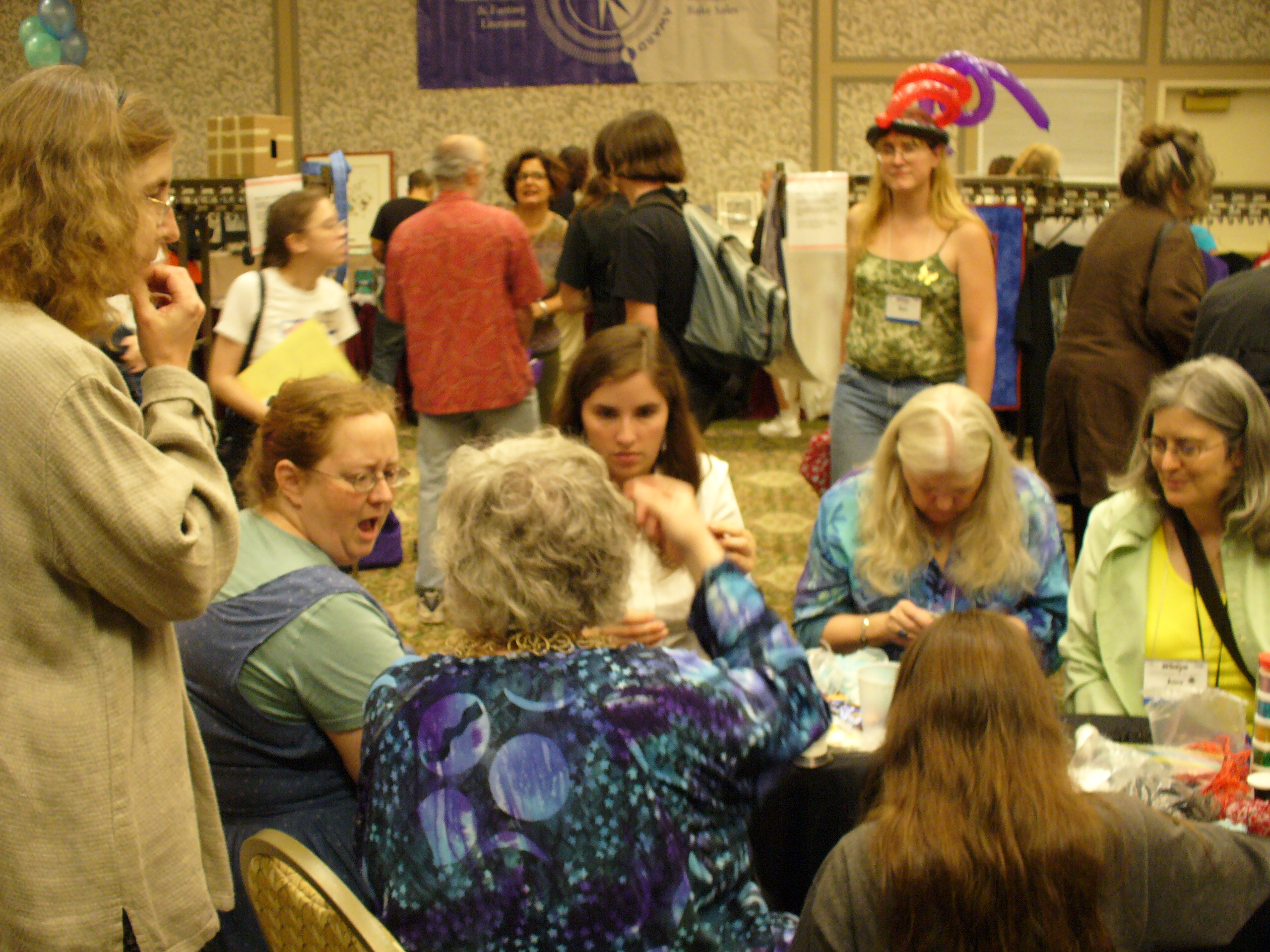
Beaders à la Wisconsin 2006. Lisa Freitag (à l'extrême gauche), Kate Yule (à gauche) et Amy Thompson (à l'extrême droite).

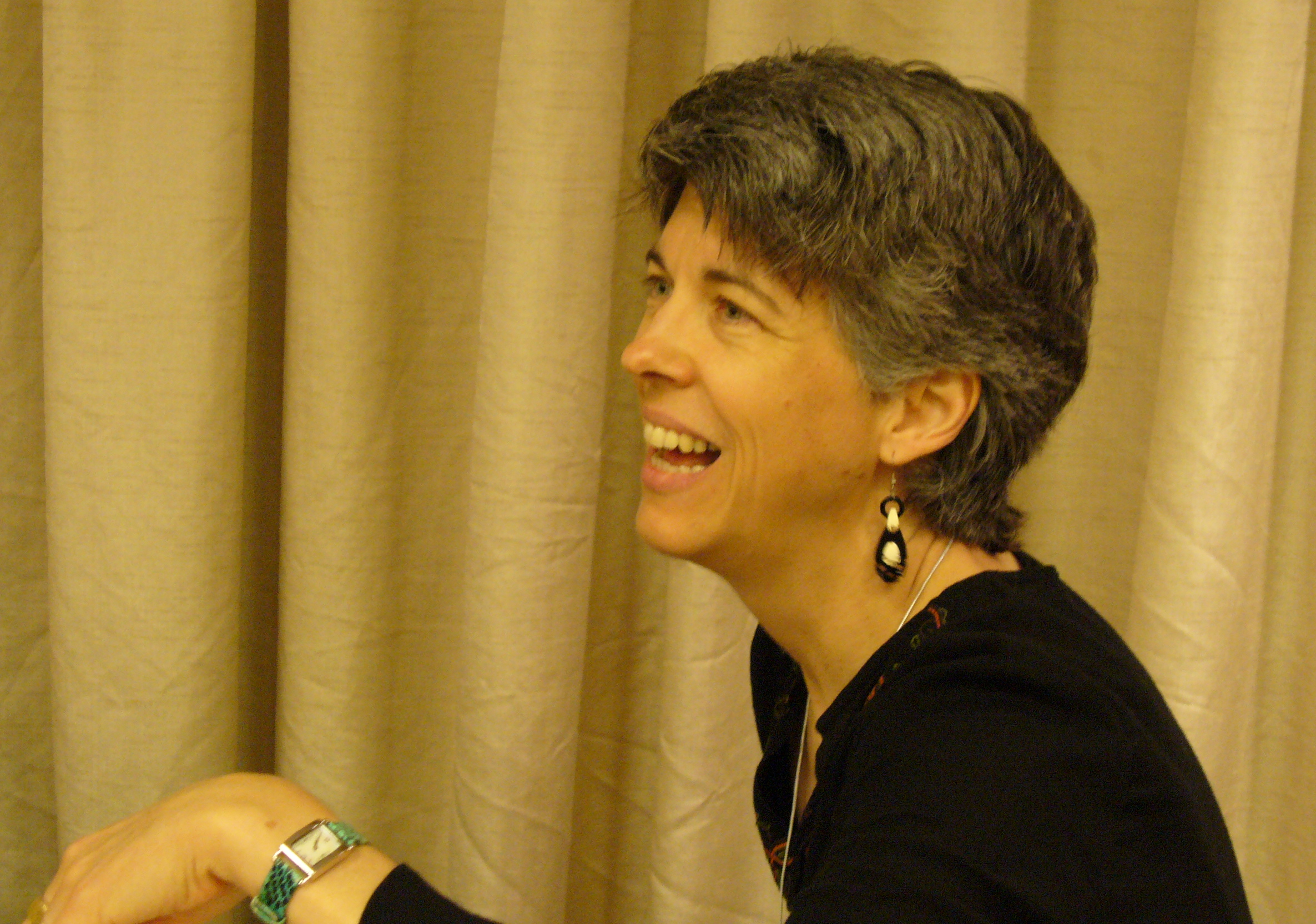
Emma Bull à la Wisconsin, 2006. Photo de Patrick Nielsen Hayden.

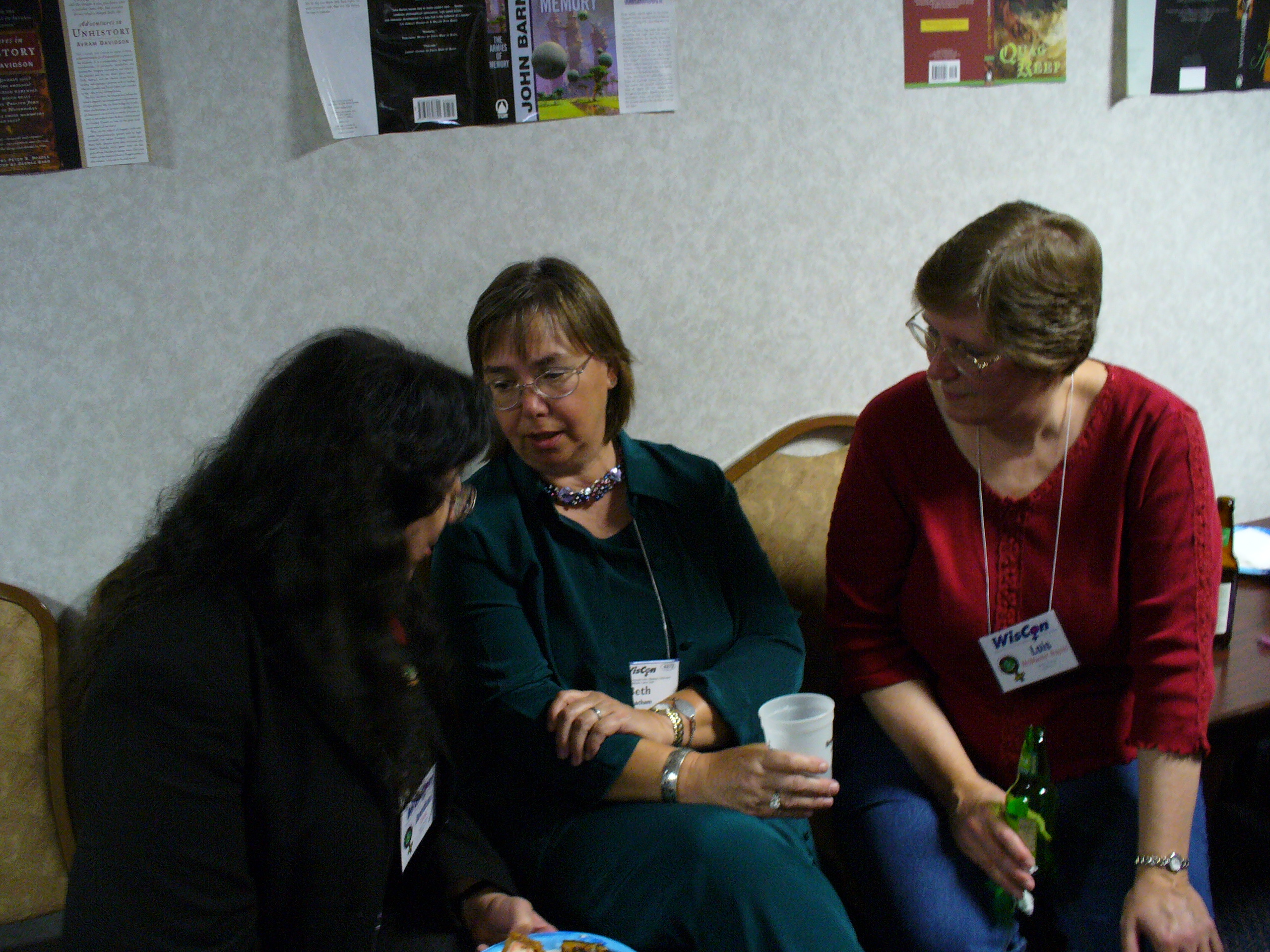
Avedon Carol, Beth Meacham et Lois McMaster Bujold au Wisconsin 30, 2006

Plusieurs récompenses et organisations ont été créées ou développées à partir de conversations au WisCon se concentrent sur divers problèmes de science-fiction et de fantasy. Beaucoup de ces ramifications entretiennent toujours des liens étroits avec la WisCon, organisant des soirées ou des tables rondes axées sur leurs domaines d'intérêt.
L'idée du prix James Tiptree, Jr. (devenu le prix Autrement), un prix littéraire annuel pour la science-fiction ou la fantaisie « qui élargit ou explore notre compréhension du genre » a été discuté pour la première fois dans le cadre du discours d'invitée d'honneur de Pat Murphy à la WisCon 15 en 1991. Le concept est né d'une discussion lors d'une précédent eWisCon, en « ... réaction au fait que tous les prix de science-fiction portaient un nom d'homme. Alors elles ont nommé le Tiptree pour un homme qui était en fait une femme". James Tiptree, Jr., est le pseudonyme d'Alice B. Sheldon. La cérémonie Tiptree a eu lieu lors d'autres conventions, mais se tient généralement à la WisCon.
La Carl Brandon Society (en) a été fondée en 1999 à la suite de discussions à la Wiscon 23 sur la race, le racisme, la science et la fantaisie, inspirées en partie par l'essai de Delany Racism and Science Fiction publié dans la New York Review of Science Fiction (août 1998). L'organisation se consacre à la représentation des personnes de couleur (en) dans la science-fiction, la fantasy et l'horreur. En 2005, a été créé le Parallax Award, décerné aux œuvres de fiction spéculative créées par une personne de couleur auto-identifiée, et le Kindred Award, qui est décerné à toute œuvre de fiction spéculative traitant de questions de race et d'ethnicité; les candidats pouvant appartenir à n'importe quel groupe racial ou ethnique.
Broad Universe (en), une organisation dont l'objectif principal est de promouvoir la science-fiction, la fantasy et l'horreur écrites par des femmes, a été évoquée pour la première fois lors d'une table ronde en 2000 à la WisCon 24. Broad Universe est depuis devenue une organisation à but non lucratif avec un bulletin d'information en ligne et d'autres publications, un podcast et une présence fréquente à de nombreuses conventions à la fois pour vendre des livres écrits par des membres et pour leur fournir plus d'informations et les aider à s'organiser pour soutenir les femmes qui écrivent, éditent et publient dans les domaines de la science-fiction, fantasy, horreur et autres fictions spéculatives.

## Ouvrages sur la WisCon
En 2007, Aqueduct Press a commencé à publier une série de livres intitulée WisCon Chronicles, avec The WisCon Chronicles: Vol. 1 (ISBN 978-1-933500-14-0), édité par L. Timmel Duchamp. Le volume 2 était The WisCon Chronicles: Volume 2: Essais provocateurs sur le féminisme, la race, la révolution et l'avenir (ISBN 978-1-933500-20-1), édité par Duchamp et Eileen Gunn ; suivi de The WisCon Chronicles: Vol. 3 : Le carnaval de la SF féministe (ISBN 978-1-933500-30-0), édité par ; Les Chroniques du WisCon : Vol. 4 : Voix du WisCon (ISBN 978-1-933500-40-9) édité par Sylvia Kelso (en), et The WisCon Chronicles : Volume 5 : Écriture et identité raciale (ISBN 978-1-933500-73-7), édité par Nisi Shawl et publié à la WisCon 35 (27-30 mai 2011), où Shawl était l'invitée d'honneur. Le volume 5, comme le volume 4 avant lui, a été financé par une subvention de la Society for the Furtherance & Study of Fantasy & Science Fiction [(SF) 3]. The WisCon Chronicles 6: Futures of Feminism and Fandom (ISBN 9781619760080), édité par Alexis Lothian, a été publié au WisCon 36 en 2012 ; et The WisCon Chroncles 7: Shattering Ableist Narratives (ISBN 9781619760424), édité par JoSelle Vanderhooft, a été publié au WisCon 37 fin mai 2013.
L'essai de Helen Merrick publié en 2009 The Secret Feminist Cabal  (ISBN 978-1-933500-33-1) nommé aux Hugo Awards en 2010, bien qu'une histoire plus large du sujet, contient un certain nombre de mentions et de descriptions de WisCon lui-même et de divers projets engendrés par la WisCon tels que les Tiptree Awards, Broad Universe, et la Carl Brandon Society, en commençant par la préface de l'autrice.